# Dischidia pubescens
Dischidia pubescens är en oleanderväxtart som beskrevs av Henry Nicholas Ridley. Dischidia pubescens ingår i släktet Dischidia och familjen oleanderväxter. Inga underarter finns listade i Catalogue of Life.